# Mannschaftskader der polnischen Mannschaftsmeisterschaft im Schach 1966
Die Liste der Mannschaftskader der polnischen Mannschaftsmeisterschaft im Schach 1966 enthält (soweit bekannt) alle Spieler, die in der Endrunde der polnischen Mannschaftsmeisterschaft im Schach 1966 mindestens einmal eingesetzt wurden, mit ihren Ergebnissen.

## Legende
Die nachstehenden Tabellen enthalten folgende Informationen:
- Nr.: Ranglistennummer; ein zusätzliches „J“ bezeichnet Jugendliche, ein zusätzliches „W“ Frauen
- Titel: FIDE-Titel zum Zeitpunkt des Turniers; IM = Internationaler Meister, WIM = Internationale Meisterin der Frauen
- Pkt.: Anzahl der erreichten Punkte
- Partien: Anzahl der gespielten Partien

## MKS Start Lublin
| Nr. | Titel | Name                    | Pkt. | Partien |
| --- | ----- | ----------------------- | ---- | ------- |
| 1   |       | Andrzej Sydor           |      |         |
| 2   |       | Zbigniew Jamroz         |      |         |
| 3   |       | Krzysztof Pytel         |      |         |
| 4   |       | Tadeusz Lipski          |      |         |
| 5   |       | Zdzisław Wojcieszyn     |      |         |
| 6   |       | Władysław Słomak        |      |         |
| 7   |       | Arkadiusz Kołodziejczyk |      |         |
| J1  |       | Zbigniew Rapcewicz      |      |         |
| J2  |       | Krzysztof Zakrzewski    |      |         |
| W1  |       | Anna Jurczyńska         |      |         |
| W2  |       | Elżbieta Kowalska       |      |         |

## SKS Start Łódź
| Nr. | Titel | Name                | Pkt. | Partien |
| --- | ----- | ------------------- | ---- | ------- |
| 1   |       | Witold Balcerowski  |      |         |
| 2   |       | Horst Podolski      |      |         |
| 3   |       | Jan Gadaliński      |      |         |
| 4   |       | Wiktor Matkowski    |      |         |
| 5   |       | Andrzej Karnkowski  |      |         |
| 6   |       | Andrzej Łuczak      |      |         |
| 7   |       | Tadeusz Chmielewski |      |         |
| J1  |       | Michał Fabianowski  |      |         |
| W1  |       | Anna Hellwig        |      |         |

## WKSz Legion Warszawa
| Nr. | Titel | Name                  | Pkt. | Partien |
| --- | ----- | --------------------- | ---- | ------- |
| 1   |       | Andrzej Filipowicz    | 4    | 11      |
| 2   | IM    | Kazimierz Plater      | 5    | 8       |
| 3   |       | Jan Adamski           | 8    | 11      |
| 4   |       | Władysław Schinzel    | 4    | 5       |
| 5   |       | Andrzej Pytlakowski   | 0,5  | 3       |
| 6   |       | Stanisław Gawlikowski | 2,5  | 6       |
| 7   |       | Janusz Szukszta       | 5    | 8       |
| 8   |       | Rafał Marszałek       | 5,5  | 7       |
| 9   |       | Michał Skipietrow     | 5    | 7       |
| J1  |       | Krzysztof Hordyński   | 1,5  | 6       |
| J2  |       | Wacław Ufnal          | 1,5  | 5       |
| W1  |       | Jolanta Szota         | 8,5  | 10      |
| W2  |       | Mirosława Litmanowicz | 1    | 1       |

## KS Start Katowice
| Nr. | Titel | Name                   | Pkt. | Partien |
| --- | ----- | ---------------------- | ---- | ------- |
| 1   |       | Wacław Łuczynowicz     |      |         |
| 2   |       | Adam Dzięciołowski     |      |         |
| 3   |       | Stanisław Kornasiewicz |      |         |
| 4   |       | Marek Szpakowski       |      |         |
| 5   |       | Zygmunt Kloza          |      |         |
| 6   |       | Stefan Kipiński        |      |         |
| 7   |       | Antoni Sieroń          |      |         |
| J1  |       | Jacek Bielczyk         |      |         |
| W1  |       | Aleksandra Szpakowska  |      |         |
| W2  | WIM   | Krystyna Radzikowska   |      |         |

## KKS Lech Poznań
| Nr. | Titel | Name               | Pkt. | Partien |
| --- | ----- | ------------------ | ---- | ------- |
| 1   | IM    | Zbigniew Doda      | 6    | 11      |
| 2   |       | Bogdan Pietrusiak  | 7    | 11      |
| 3   |       | Marian Nowacki     | 5    | 11      |
| 4   |       | Ryszard Bernard    | 6,5  | 11      |
| 5   |       | Czesław Kędziora   | 7    | 11      |
| 6   |       | Jerzy Jabłoński    | 2    | 3       |
| 7   |       | Bolesław Rożański  | 4,5  | 8       |
| J1  |       | Adam Wiland        | 3    | 11      |
| W1  |       | Danuta Adamczewska | 8    | 10      |
| W2  |       | Urszula Majewicz   | 0    | 1       |

## KS Maraton Warszawa
| Nr. | Titel | Name                  | Pkt. | Partien |
| --- | ----- | --------------------- | ---- | ------- |
| 1   |       | Stefan Brzózka        |      |         |
| 2   |       | Romuald Grąbczewski   |      |         |
| 3   |       | Zbigniew Cylwik       |      |         |
| 4   |       | Wojciech Zabierzański |      |         |
| 5   |       | Bogdan Kusiński       |      |         |
| 6   |       | Edward Wiśniewski     |      |         |
| 7   |       | Leszek Adasiak        |      |         |
| 8   |       | Marian Filipek        |      |         |
| 9   |       | Bogumił Jarosz        |      |         |
| J1  |       | Jerzy Lewi            |      |         |
| W1  |       | Romana Sobolewska     |      |         |

## KS Konstal Chorzów
| Nr. | Titel | Name           | Pkt. | Partien |
| --- | ----- | -------------- | ---- | ------- |
| 1   |       | Ryszard Drozd  |      |         |
| 2   |       | Józef Wilczek  |      |         |
| 3   |       | Zygmunt Gabryś |      |         |
| 4   |       | Stefan Kempa   |      |         |
| 5   |       | Czesław Leśnik |      |         |
| 6   |       | Jerzy Dybała   |      |         |
| J1  |       | Jerzy Jakubiec |      |         |
| W1  |       | Helga Kempa    |      |         |

## KS Hutnik Nowa Huta
| Nr. | Titel | Name                  | Pkt. | Partien |
| --- | ----- | --------------------- | ---- | ------- |
| 1   |       | Jerzy Kostro          |      |         |
| 2   |       | Ryszard Gąsiorowski   |      |         |
| 3   |       | Stanisław Porębski    |      |         |
| 4   |       | Józef Lesiak          |      |         |
| 5   |       | Czesław Michalunio    |      |         |
| 6   |       | Edward Orzechowski    |      |         |
| J1  |       | Kazimierz Steczkowski |      |         |
| J2  |       | Leszek Sukiennik      |      |         |
| W1  |       | Maria Gąsiorowska     |      |         |

## RKS Drukarz Warszawa
| Nr. | Titel | Name                   | Pkt. | Partien |
| --- | ----- | ---------------------- | ---- | ------- |
| 1   |       | Andrzej Adamski        |      |         |
| 2   |       | Janusz Szpotański      |      |         |
| 3   |       | Kazimierz Marcinkowski |      |         |
| 4   |       | Marek Fijałkowski      |      |         |
| 5   |       | Zbigniew Czajka        |      |         |
| 6   |       | Zenon Autowicz         |      |         |
| 7   |       | Rafał Ziemacki         |      |         |
| 8   |       | Jan Eberle             |      |         |
| 9   |       | Eugeniusz Rysak        |      |         |
| J1  |       | Zbigniew Zabrzeski     |      |         |
| W1  |       | Helena Neuman          |      |         |

## MZKS Pocztowiec Poznań
| Nr. | Titel | Name                 | Pkt. | Partien |
| --- | ----- | -------------------- | ---- | ------- |
| 1   |       | Włodzimierz Schmidt  | 5    | 11      |
| 2   |       | Przemysław Ereński   |      |         |
| 3   |       | Adam Mięsowicz       |      |         |
| 4   |       | Kazimierz Wyszatycki |      |         |
| 5   |       | Włodzimierz Kałużny  |      |         |
| 6   |       | Damian Koralewski    |      |         |
| J1  |       | Julian Gralka        |      |         |
| W1  |       | Hanna Ereńska        |      |         |

## KS Anilana Łódź
| Nr. | Titel | Name                 | Pkt. | Partien |
| --- | ----- | -------------------- | ---- | ------- |
| 1   |       | Jan Łachut           |      |         |
| 2   |       | Tadeusz Żółtek       |      |         |
| 3   |       | Andrzej Najdekier    |      |         |
| 4   |       | Jan Piechota         |      |         |
| 5   |       | Romuald Grzelak      |      |         |
| 6   |       | Bolesław Skośkiewicz |      |         |
| J1  |       | Byczkiewicz          |      |         |
| W1  | WIM   | Róża Herman          |      |         |

## GKS Dąb Katowice
| Nr. | Titel | Name                  | Pkt. | Partien |
| --- | ----- | --------------------- | ---- | ------- |
| 1   |       | Henryk Fronczek       |      |         |
| 2   |       | Henryk Reinsz         |      |         |
| 3   |       | Emil Olej             |      |         |
| 4   |       | Jerzy Pilot           |      |         |
| 5   |       | Zbigniew Bolesławski  |      |         |
| 6   |       | Rudolf Nowak          |      |         |
| J1  |       | Janusz Frąckowiak     |      |         |
| W1  |       | Barbara Wojciechowska |      |         |